# Willi Weyer (Fußballspieler)
Willi Weyer (* 18. Juni 1918 in Köln; † 24. Januar 2010 in Neuss) war ein deutscher Fußballspieler.

## Karriere
Willi Weyer gehörte zu den Spielern, die am 15. Februar 1948, zwei Tage nach der Gründung des 1. FC Köln, in dessen ersten Spiel auf dem Platz standen. Bei dem 8:2-Sieg gegen Nippes 1912 erzielte Weyer ein Tor und trug die Kapitänsbinde.
Insgesamt spielte Weyer in der Landesliga 28 Mal für den FC und erzielte dabei elf Tore. 1949 stieg er mit dem FC in die Oberliga West auf, wo er noch eine Saison mitspielte, bevor er den Verein verließ. In dieser Liga wurde er 40 Mal für den FC eingesetzt, erzielte jedoch nur noch ein Tor. Von 1951 bis 1954 trat er für Fortuna Düsseldorf in der Oberliga an.

## Vereine
- bis 1948  VfL Köln 1899
- 1948–1950 1. FC Köln
- 1951–1954 Fortuna Düsseldorf

## Statistik
- Oberliga West
28 Spiele; 1 Tor 1. FC Köln
53 Spiele; 5 Tore Fortuna Düsseldorf

- Landesliga
40 Spiele; 11 Tore 1. FC Köln

## Erfolge
- 1949 Aufstieg in die Oberliga West